# De Charybde en Scylla (Jules Verne)
Pour l’article homonyme, voir De Charybde en Scylla.
De Charybde en Scylla est une comédie en un acte et en vers, écrite par Jules Verne en 1851. Elle ne fut jamais représentée.

## Argument
Céleste et Canivet, voisins de longue date, décident d'enterrer une querelle portant sur le mur qui les sépare, par un mariage conciliant. L'ami Colimant, notaire, a déjà composé le contrat, un chef-d'œuvre de calligraphie, qu'il se refuse à modifier lorsque chacun des époux demande des corrections assurant leurs libertés respectives. Alors, les problèmes surgissent, démontrant de façon impérieuse l'incompatibilité absolue de ces deux âmes. En fait, le mariage est impossible, car Canivet se révèle enfin être le général Mazagran qui avait fui sa première femme, la veuve Riboutté, bonne amie de Céleste ; mais la veuve s'empare de sa proie : Canivet est tombé d'une mégère à l'autre...

## Personnages
- Céleste, vieille fille, gibotte, tracassière, maniaque, entêtée. 50 ans.
- Veuve Riboutté, bavarde, décidée, forte en gueule, ayant vu le feu au moral. 50 ans.
- Canivet, homme raide, entêté, voltairien, assez niais. 52 ans.
- Colimant, notaire, jovial, minutieux, méticuleux, beau parleur. 50 ans.

## Commentaires
La date de rédaction pour cette pièce est, pour une fois, sans ambiguïté, puisqu'il existe deux lettres de Jules Verne à son père à propos de celle-ci.
Dans la première, il lui offre à lire le manuscrit:
« Je t'envoie, mon cher papa, une comédie en un acte pour que tu veuilles bien la corriger ! Elle a été trouvée fort bonne ici. C'est une comédie de caractère, et les acteurs auraient des types à y créer. Il y a encore pas mal d'irrégularités qui disparaîtront. Elle a but fort philosophique : à un certain âge, le mariage n'est plus qu'un anachronisme... J'affectionne beaucoup les tournures de Molière, comme tu le verras... »
Sans doute, la critique de son père fût-elle sévère, car dans une seconde lettre, Verne répond :
« Je te remercie bien de tes observations. La plupart sont très vraies ; mais je crois que tu t'es néanmoins montré un peu sévère. Cela vient sans doute de ce que tu as cru que je voulais me moquer de la religion, quand je n'y pensais même pas ! Je la considère comme une chose respectable, et je la respecte. J'ai eu tort de mettre dans la notice des personnages que Canivet était voltairien ; il ne l'est pas ! Il raisonne comme tout le monde (à tort sans doute) raisonne maintenant. C'est un indifférent, et non un impie. Je ne tourne point en ridicule les pratiques religieuses dont parle la vieille fille. Au surplus, je les retrancherai. »
Tergiversation peu convaincante, d'autant plus que la modification n'a pas été réalisée par la suite.
Mais d'autres éléments vont être partiellement remaniés :
« Canivet et Céleste seront forcément et malgré eux poussés au mariage. Colimant, le notaire, sera contre, la Riboutté sera pour ! Voilà les oppositions bien tranchées. À la fin, la cause du procès disparaîtra par l'œuvre même des futurs, et ils ne se marieront pas ! Ils resteront célibataires tous deux ! Peut-être le notaire qui aura tant parlé contre le mariage sera-t-il forcé d'épouser la veuve Riboutté. Celle-ci sera moins grossière. Quant au caractère du notaire, tu le trouves impossible. Je le crois pourtant comique ! Je chercherai un motif à son entêtement calligraphique.
Pour le style, mon cher papa, je ne pensais pas que tu l'eusses autant critiqué. Il y a certainement des passages inintelligibles, des jeux d'esprit incomplets, mais, comme forme générale de la phrase, comme tournure, comme allure, comme vieillerie, je le crois supérieur aux Pailles rompues. Ainsi, tu blâmes des endroits qui m'ont été signalés comme bons. »
Voilà une discussion qui n'est pas sans annoncer les échanges épistolaires entre Jules Verne et son futur éditeur, Pierre-Jules Hetzel. De Charybde en Scylla est certainement une des comédies les plus modernes de Jules Verne par la satire et l'ironie, qui ne respectent pas un seul des personnages impliqués dans cet engrenage épouvantable.